# Sonoike Kinyuki
Sonoike Kinyuki (園池 公致, Kinyuki Sonoike, 29 avril 1886 - 3 janvier 1974) est un auteur japonais des ères Taishō et Shōwa.
Kinyuki naît dans le district de Hirakawachō (en), arrondissement de Chiyoda à Tokyo. Son père est au service de l'Agence impériale, et son grand-père gouverneur de la préfecture de Nara au cours de l'ère Meiji. Il quitte l'école de Gakushūin afin de poursuivre une carrière littéraire et fait partie des premiers membres du mouvement Shirakaba. Sa nouvelle Hitori Sumō de 1919 influence l'écriture de Kazuo Hirotsu. Dans ses dernières années, il est considéré comme membre d'un groupe conservateur qui comprend Tetsurō Watsuji, Saneatsu Mushanokōji et Michio Takeyama.

## Référence
- Mortimer, Maya. Meeting the Sensei: The Role of the Master in Shirakaba Writers. Brill Academic Publishers (2000).  (ISBN 90-04-11655-9)

## Source de la traduction
- (en) Cet article est partiellement ou en totalité issu de l’article de Wikipédia en anglais intitulé « Kinyuki Sonoike » (voir la liste des auteurs).